# Peperomia tovariana
Peperomia tovariana är en pepparväxtart som beskrevs av C. Dc.. Peperomia tovariana ingår i släktet peperomior, och familjen pepparväxter. Inga underarter finns listade i Catalogue of Life.